# Stanley-Cup-Playoffs 2006
Die Playoffs um den Stanley Cup des Jahres 2006 begannen am 21. April 2006 und endeten am 19. Juni 2006 mit dem 4:3-Erfolg der Carolina Hurricanes gegen die Edmonton Oilers. Bei ihrer zweiten Final-Teilnahme seit der Niederlage im Playoff-Finale 2002 gewannen die Hurricanes den ersten Stanley Cup ihrer Franchise-Geschichte. Darüber hinaus stellten sie in Person von Torhüter Cam Ward den mit der Conn Smythe Trophy ausgezeichneten Most Valuable Player der Playoffs, ebenso wie in Eric Staal den Topscorer der post season. Für die unterlegenen Oilers war es die erste Final-Teilnahme seit ihrem Stanley-Cup-Sieg 1990 und zugleich die letzte Playoff-Teilnahme für die kommenden zehn Jahre. Darüber hinaus standen sich im Finale erstmals zwei ehemalige Franchises der World Hockey Association gegenüber.
Während sich in der ersten Runde der Eastern Conference alle Favoriten durchsetzten, geschah im Westen zum ersten Mal in der Ligageschichte das Gegenteil: Alle niedriger gesetzten Teams erreichten die zweite Runde. Dies mündete darin, dass mit den Edmonton Oilers erstmals die an Position acht und somit am niedrigsten gesetzte Mannschaft ins Stanley-Cup-Finale einzog. Die St. Louis Blues verpassten zum ersten Mal seit 1979 wieder die Playoffs, sodass die zu diesem Zeitpunkt drittlängste Serie von 25 Playoff-Teilnahmen in Folge ihr Ende fand. Dem gegenüber qualifizierten sich die New York Rangers erstmals seit 1997 wieder für die post-season, sodass die zu diesem Zeitpunkt fünftlängste Negativserie von sieben verpassten Playoffs in Folge endete.

## Modus
Nachdem sich aus jeder Conference die drei Divisionssieger sowie die fünf weiteren punktbesten Teams der Conference qualifiziert haben, starten die im K.-o.-System ausgetragenen Playoffs. Dabei trifft der punktbeste Divisionssieger auf das achte und somit punktschlechteste qualifizierte Team, die Nummer 2 dieser Rangliste auf die Nummer 7 usw. Durch diesen Modus ist es möglich, dass eines oder mehrere qualifizierte Teams mehr Punkte als einer der Divisionssieger erzielt haben. Das gleiche Prinzip wird zur Bestimmung der Begegnungen der zweiten Playoff-Runde genutzt.
Jede Conference spielt in der Folge im Conference-Viertelfinale, Conference-Halbfinale und im Conference-Finale ihren Sieger aus, der dann im Finale um den Stanley Cup antritt. Alle Serien jeder Runde werden im Best-of-Seven-Modus ausgespielt, das heißt, dass ein Team vier Siege zum Erreichen der nächsten Runde benötigt. Das höher gesetzte Team hat dabei in den ersten beiden Spielen Heimrecht, die nächsten beiden das gegnerische Team. Sollte bis dahin kein Sieger aus der Runde hervorgegangen sein, wechselt das Heimrecht von Spiel zu Spiel. So hat die höher gesetzte Mannschaft in den Spielen 1, 2, 5 und 7, also vier der maximal sieben Spiele, einen Heimvorteil. Der Sieger der Eastern Conference wird mit der Prince of Wales Trophy ausgezeichnet und der Sieger der Western Conference mit der Clarence S. Campbell Bowl.
Bei Spielen, die nach der regulären Spielzeit von 60 Minuten unentschieden bleiben, folgt die Overtime, die im Gegensatz zur regulären Saison mit fünf Feldspielern gespielt wird. Zudem endet sie durch das erste Tor (Sudden Death) und nicht, wie in der regulären Saison üblich, mit einem Shootout.

## Qualifizierte Teams
| Atlantic Division - (3) New Jersey Devils - (5) Philadelphia Flyers - (6) New York Rangers Northeast Division - (1) Ottawa Senators - (4) Buffalo Sabres - (7) Canadiens de Montréal Southeast Division - (2) Carolina Hurricanes - (8) Tampa Bay Lightning | Central Division - (1) Detroit Red Wings - (4) Nashville Predators Northwest Division - (3) Calgary Flames - (7) Colorado Avalanche - (8) Edmonton Oilers Pacific Division - (2) Dallas Stars - (5) San Jose Sharks - (6) Mighty Ducks of Anaheim |

## Playoff-Baum
|  | Conference-Viertelfinale                              | Conference-Viertelfinale | Conference-Viertelfinale |                    | Conference-Halbfinale   | Conference-Halbfinale | Conference-Halbfinale |                     |                 | Conference-Finale | Conference-Finale | Conference-Finale |  |  | Stanley-Cup-Finale | Stanley-Cup-Finale | Stanley-Cup-Finale |
|  |                                                       |                          |                          |                    |                         |                       |                       |                     |                 |                   |                   |                   |  |  |                    |                    |                    |
|  | 1                                                     | Ottawa Senators          | 4                        |                    | 1                       | Ottawa Senators       | 1                     |                     |                 |                   |                   |                   |  |  |                    |                    |                    |
|  | 8                                                     | Tampa Bay Lightning      | 1                        | 4                  | Buffalo Sabres          | 4                     |                       |                     |                 |                   |                   |                   |  |  |                    |                    |                    |
|  |                                                       |                          |                          |                    |                         |                       |                       |                     |                 |                   |                   |                   |  |  |                    |                    |                    |
|  | 2                                                     | Carolina Hurricanes      | 4                        | Eastern Conference | Eastern Conference      | Eastern Conference    |                       |                     |                 |                   |                   |                   |  |  |                    |                    |                    |
|  | 2                                                     | Carolina Hurricanes      | 4                        | Eastern Conference | Eastern Conference      | Eastern Conference    |                       |                     |                 |                   |                   |                   |  |  |                    |                    |                    |
|  | 7                                                     | Canadiens de Montréal    | 2                        |                    |                         |                       |                       |                     |                 |                   |                   |                   |  |  |                    |                    |                    |
|  | 7                                                     | Canadiens de Montréal    | 2                        | 4                  | Buffalo Sabres          | 3                     |                       |                     |                 |                   |                   |                   |  |  |                    |                    |                    |
|  |                                                       |                          |                          | 4                  | Buffalo Sabres          | 3                     |                       |                     |                 |                   |                   |                   |  |  |                    |                    |                    |
|  |                                                       | 2                        | Carolina Hurricanes      | 4                  |                         |                       |                       |                     |                 |                   |                   |                   |  |  |                    |                    |                    |
|  | 3                                                     | 2                        | Carolina Hurricanes      | 4                  | New Jersey Devils       | 4                     |                       |                     |                 |                   |                   |                   |  |  |                    |                    |                    |
|  | 3                                                     |                          |                          |                    | New Jersey Devils       | 4                     |                       |                     |                 |                   |                   |                   |  |  |                    |                    |                    |
|  | 6                                                     | New York Rangers         | 0                        |                    |                         |                       |                       |                     |                 |                   |                   |                   |  |  |                    |                    |                    |
|  | 6                                                     | New York Rangers         | 0                        |                    |                         |                       |                       |                     |                 |                   |                   |                   |  |  |                    |                    |                    |
|  |                                                       |                          |                          |                    |                         |                       |                       |                     |                 |                   |                   |                   |  |  |                    |                    |                    |
|  | 4                                                     | Buffalo Sabres           | 4                        | 2                  | Carolina Hurricanes     | 4                     |                       |                     |                 |                   |                   |                   |  |  |                    |                    |                    |
|  | 4                                                     | Buffalo Sabres           | 4                        | 2                  | Carolina Hurricanes     | 4                     |                       |                     |                 |                   |                   |                   |  |  |                    |                    |                    |
|  | 5                                                     | Philadelphia Flyers      | 2                        | 3                  | New Jersey Devils       | 1                     |                       |                     |                 |                   |                   |                   |  |  |                    |                    |                    |
|  | 5                                                     | Philadelphia Flyers      | 2                        | 3                  | New Jersey Devils       | 1                     | E2                    | Carolina Hurricanes | 4               |                   |                   |                   |  |  |                    |                    |                    |
|  | (Die Teams werden nach der ersten Runde neu gesetzt.) |                          |                          |                    |                         |                       | E2                    | Carolina Hurricanes | 4               |                   |                   |                   |  |  |                    |                    |                    |
|  |                                                       | W8                       | Edmonton Oilers          | 3                  |                         |                       |                       |                     |                 |                   |                   |                   |  |  |                    |                    |                    |
|  | 1                                                     | W8                       | Edmonton Oilers          | 3                  | Detroit Red Wings       | 2                     |                       | 5                   | San Jose Sharks | 2                 |                   |                   |  |  |                    |                    |                    |
|  | 1                                                     |                          |                          |                    | Detroit Red Wings       | 2                     |                       | 5                   | San Jose Sharks | 2                 |                   |                   |  |  |                    |                    |                    |
|  | 8                                                     | Edmonton Oilers          | 4                        | 8                  | Edmonton Oilers         | 4                     |                       |                     |                 |                   |                   |                   |  |  |                    |                    |                    |
|  | 8                                                     | Edmonton Oilers          | 4                        | 8                  | Edmonton Oilers         | 4                     |                       |                     |                 |                   |                   |                   |  |  |                    |                    |                    |
|  |                                                       |                          |                          |                    |                         |                       |                       |                     |                 |                   |                   |                   |  |  |                    |                    |                    |
|  | 2                                                     | Dallas Stars             | 1                        |                    |                         |                       |                       |                     |                 |                   |                   |                   |  |  |                    |                    |                    |
|  | 2                                                     | Dallas Stars             | 1                        |                    |                         |                       |                       |                     |                 |                   |                   |                   |  |  |                    |                    |                    |
|  | 7                                                     | Colorado Avalanche       | 4                        |                    |                         |                       |                       |                     |                 |                   |                   |                   |  |  |                    |                    |                    |
|  | 7                                                     | Colorado Avalanche       | 4                        | 8                  | Edmonton Oilers         | 4                     |                       |                     |                 |                   |                   |                   |  |  |                    |                    |                    |
|  |                                                       |                          |                          | 8                  | Edmonton Oilers         | 4                     |                       |                     |                 |                   |                   |                   |  |  |                    |                    |                    |
|  |                                                       | 6                        | Mighty Ducks of Anaheim  | 1                  |                         |                       |                       |                     |                 |                   |                   |                   |  |  |                    |                    |                    |
|  | 3                                                     | 6                        | Mighty Ducks of Anaheim  | 1                  | Calgary Flames          | 3                     |                       |                     |                 |                   |                   |                   |  |  |                    |                    |                    |
|  | 3                                                     |                          |                          |                    | Calgary Flames          | 3                     |                       |                     |                 |                   |                   |                   |  |  |                    |                    |                    |
|  | 6                                                     | Mighty Ducks of Anaheim  | 4                        | Western Conference | Western Conference      | Western Conference    |                       |                     |                 |                   |                   |                   |  |  |                    |                    |                    |
|  | 6                                                     | Mighty Ducks of Anaheim  | 4                        | Western Conference | Western Conference      | Western Conference    |                       |                     |                 |                   |                   |                   |  |  |                    |                    |                    |
|  |                                                       |                          |                          |                    |                         |                       |                       |                     |                 |                   |                   |                   |  |  |                    |                    |                    |
|  | 4                                                     | Nashville Predators      | 1                        | 6                  | Mighty Ducks of Anaheim | 4                     |                       |                     |                 |                   |                   |                   |  |  |                    |                    |                    |
|  | 5                                                     | San Jose Sharks          | 4                        | 7                  | Colorado Avalanche      | 0                     |                       |                     |                 |                   |                   |                   |  |  |                    |                    |                    |

## Conference-Viertelfinale

### Eastern Conference

#### (1) Ottawa Senators – (8) Tampa Bay Lightning
| 21. April 2006 19.00 Uhr (Ortszeit) | Ottawa Senators Martin Havlát (45:06) Jason Spezza (46:13) Mike Fisher (49:37) Daniel Alfredsson (58:58) | 4:1 (0:1, 0:0, 4:0) Spielbericht Stand: 1:0 | Tampa Bay Lightning Vincent Lecavalier (19:00) | Scotiabank Place, Ottawa, Ontario Zuschauer: 19.660 |

| 23. April 2006 18.00 Uhr | Ottawa Senators Bryan Smolinski (4:51) Martin Havlát (37:12) Peter Schaefer (43:21) | 3:4 (1:1, 1:1, 1:2) Spielbericht Stand: 1:1 | Tampa Bay Lightning Martin St. Louis (14:36) Brad Richards (27:39) Dan Boyle (45:24) Martin St. Louis (46:19) | Scotiabank Place, Ottawa, Ontario Zuschauer: 19.745 |

| 25. April 2006 19.00 Uhr | Tampa Bay Lightning Martin St. Louis (18:38) Paul Ranger (40:20) Paul Ranger (51:26) Pavel Kubina (53:25) | 4:8 (1:3, 0:2, 3:3) Spielbericht Stand: 1:2 | Ottawa Senators Martin Havlát (5:20) Wade Redden (8:40) Patrick Eaves (12:56) Martin Havlát (22:17) Antoine Vermette (29:11) Dany Heatley (46:12) Zdeno Chára (50:28) Antoine Vermette (56:18) | St. Pete Times Forum, Tampa, Florida Zuschauer: 20.815 |

| 27. April 2006 19.00 Uhr | Tampa Bay Lightning Martin St. Louis (11:10) Brad Richards (16:15) | 2:5 (2:1, 0:3, 0:1) Spielbericht Stand: 1:3 | Ottawa Senators Jason Spezza (6:13) Chris Phillips (25:59) Dany Heatley (37:10) Martin Havlát (37:50) Chris Neil (41:24) | St. Pete Times Forum, Tampa, Florida Zuschauer: 20.682 |

| 29. April 2006 19.00 Uhr | Ottawa Senators Peter Schaefer (12:53) Andrej Meszároš (15:44) Martin Havlát (35:02) | 3:2 (2:0, 1:2, 0:0) Spielbericht Stand: 4:1 | Tampa Bay Lightning Jewgeni Artjuchin (21:37) Brad Richards (38:15) | Scotiabank Place, Ottawa, Ontario Zuschauer: 20.004 |

#### (2) Carolina Hurricanes – (7) Canadiens de Montréal
| 22. April 2006 19.00 Uhr (Ortszeit) | Carolina Hurricanes Matt Cullen (0:50) | 1:6 (1:2, 0:2, 0:2) Spielbericht Stand: 0:1 | Canadiens de Montréal Francis Bouillon (8:23) Radek Bonk (16:17) Alexei Kowaljow (22:18) Christopher Higgins (36:01) Alexei Kowaljow (51:40) Sheldon Souray (58:12) | RBC Center, Raleigh, North Carolina Zuschauer: 18.812 |

| 24. April 2006 19.00 Uhr | Carolina Hurricanes Matt Cullen (21:42) Rod Brind’Amour (29:05) Ray Whitney (40:22) Rod Brind’Amour (41:15) Cory Stillman (58:30) | 5:6 n. V. (0:3, 2:0, 3:2, 0:0, 0:1) Spielbericht Stand: 0:2 | Canadiens de Montréal Jan Bulis (4:48) Michael Ryder (13:35) Radek Bonk (14:46) Alexei Kowaljow (45:22) Richard Zedník (45:58) Michael Ryder (82:32) | RBC Center, Raleigh, North Carolina Zuschauer: 18.730 |

| 26. April 2006 19.00 Uhr | Canadiens de Montréal Richard Zedník (29:17) | 1:2 n. V. (0:0, 1:0, 0:1, 0:1) Spielbericht Stand: 2:1 | Carolina Hurricanes Rod Brind’Amour (51:27) Eric Staal (63:38) | Centre Bell, Montréal, Québec Zuschauer: 21.273 |

| 28. April 2006 19.00 Uhr | Canadiens de Montréal Alexander Pereschogin (25:21) Sheldon Souray (32:58) | 2:3 (0:2, 2:0, 0:1) Spielbericht Stand: 2:2 | Carolina Hurricanes Justin Williams (10:22) Aaron Ward (11:33) Rod Brind’Amour (45:54) | Centre Bell, Montréal, Québec Zuschauer: 21.273 |

| 30. April 2006 19.30 Uhr | Carolina Hurricanes Eric Staal (4:27) Matt Cullen (33:57) | 2:1 (1:0, 1:1, 0:0) Spielbericht Stand: 3:2 | Canadiens de Montréal Alexei Kowaljow (39:32) | RBC Center, Raleigh, North Carolina Zuschauer: 18.887 |

| 2. Mai 2006 19.00 Uhr | Canadiens de Montréal Sheldon Souray (6:31) | 1:2 n. V. (1:1, 0:0, 0:0, 0:1) Spielbericht Stand: 2:4 | Carolina Hurricanes Mark Recchi (7:01) Cory Stillman (61:19) | Centre Bell, Montréal, Québec Zuschauer: 21.273 |

#### (3) New Jersey Devils – (6) New York Rangers
| 22. April 2006 15.00 Uhr (Ortszeit) | New Jersey Devils Patrik Eliáš (3:55) Scott Gomez (27:48) Ken Klee (37:10) Brian Rafalski (40:53) Jamie Langenbrunner (48:45) Patrik Eliáš (55:34) | 6:1 (1:1, 2:0, 3:0) Spielbericht Stand: 1:0 | New York Rangers Petr Průcha (10:00) | Continental Airlines Arena, East Rutherford, New Jersey Zuschauer: 19.040 |

| 24. April 2006 19.00 Uhr | New Jersey Devils John Madden (7:47) Brian Gionta (14:13) John Madden (39:54) John Madden (52:46) | 4:1 (2:0, 1:0, 1:1) Spielbericht Stand: 2:0 | New York Rangers Blair Betts (45:41) | Continental Airlines Arena, East Rutherford, New Jersey Zuschauer: 19.040 |

| 26. April 2006 19.00 Uhr | New York Rangers | 0:3 (0:2, 0:1, 0:0) Spielbericht Stand: 0:3 | New Jersey Devils Jamie Langenbrunner (1:08) Patrik Eliáš (9:20) Zach Parise (22:48) | Madison Square Garden, New York City, New York Zuschauer: 18.200 |

| 29. April 2006 15.00 Uhr | New York Rangers Jed Ortmeyer (19:41) Steve Rucchin (58:33) | 2:4 (1:0, 0:2, 1:2) Spielbericht Stand: 0:4 | New Jersey Devils Scott Gomez (24:20) Patrik Eliáš (27:21) Brian Gionta (44:30) Patrik Eliáš (53:21) | Madison Square Garden, New York City, New York Zuschauer: 18.200 |

#### (4) Buffalo Sabres – (5) Philadelphia Flyers
| 22. April 2006 19.00 Uhr (Ortszeit) | Buffalo Sabres Tim Connolly (5:20) Jay McKee (24:33) Daniel Brière (87:31) | 3:2 n. V. (1:0, 1:1, 0:1, 0:0, 1:0) Spielbericht Stand: 1:0 | Philadelphia Flyers Mike Knuble (36:34) Simon Gagné (58:09) | HSBC Arena, Buffalo, New York Zuschauer: 18.690 |

| 24. April 2006 19.00 Uhr | Buffalo Sabres Jean-Pierre Dumont (1:41) Chris Drury (3:00) Aleš Kotalík (12:26) Jason Pominville (14:36) Jean-Pierre Dumont (19:46) Jean-Pierre Dumont (29:42) Jason Pominville (48:35) Jason Pominville (58:42) | 8:2 (5:0, 1:1, 2:1) Spielbericht Stand: 2:0 | Philadelphia Flyers Simon Gagné (20:58) Petr Nedvěd (45:47) | HSBC Arena, Buffalo, New York Zuschauer: 18.690 |

| 26. April 2006 19.00 Uhr | Philadelphia Flyers Brian Savage (6:35) Peter Forsberg (26:57) Peter Forsberg (32:37) Simon Gagné (59:44) | 4:2 (1:1, 2:0, 1:1) Spielbericht Stand: 1:2 | Buffalo Sabres Aleš Kotalík (2:37) Tim Connolly (44:44) | Wachovia Center, Philadelphia, Pennsylvania Zuschauer: 19.984 |

| 28. April 2006 19.00 Uhr | Philadelphia Flyers Éric Desjardins (12:13) Peter Forsberg (23:26) Petr Nedvěd (43:50) R. J. Umberger (49:51) Peter Forsberg (59:11) | 5:4 (1:2, 1:0, 3:2) Spielbericht Stand: 2:2 | Buffalo Sabres Thomas Vanek (2:34) Daniel Brière (10:10) Daniel Brière (46:17) Mike Grier (59:41) | Wachovia Center, Philadelphia, Pennsylvania Zuschauer: 20.092 |

| 30. April 2006 14.00 Uhr | Buffalo Sabres Tim Connolly (6:05) Jean-Pierre Dumont (39:12) Maxim Afinogenow (44:50) | 3:0 (1:0, 1:0, 1:0) Spielbericht Stand: 3:2 | Philadelphia Flyers | HSBC Arena, Buffalo, New York Zuschauer: 18.690 |

| 2. Mai 2006 19.00 Uhr | Philadelphia Flyers Branko Radivojevič (38:57) | 1:7 (0:3, 1:3, 0:1) Spielbericht Stand: 2:4 | Buffalo Sabres Mike Grier (11:16) Aleš Kotalík (17:34) Derek Roy (19:27) Jason Pominville (23:05) Maxim Afinogenow (27:19) Chris Drury (39:46) Chris Drury (42:12) | Wachovia Center, Philadelphia, Pennsylvania Zuschauer: 19.967 |

### Western Conference

#### (1) Detroit Red Wings – (8) Edmonton Oilers
| 21. April 2006 19.00 Uhr (Ortszeit) | Detroit Red Wings Robert Lang (4:05) Kirk Maltby (53:43) Kirk Maltby (82:39) | 3:2 n. V. (1:1, 0:1, 1:0, 0:0, 1:0) Spielbericht Stand: 1:0 | Edmonton Oilers Sergei Samsonow (11:44) Chris Pronger (28:43) | Joe Louis Arena, Detroit, Michigan Zuschauer: 20.066 |

| 23. April 2006 13.00 Uhr | Detroit Red Wings Jason Williams (14:50) Henrik Zetterberg (7:11) | 2:4 (1:1, 1:2, 0:1) Spielbericht Stand: 1:1 | Edmonton Oilers Chris Pronger (12:32) Fernando Pisani (37:49) Brad Winchester (38:46) Jarret Stoll (59:47) | Joe Louis Arena, Detroit, Michigan Zuschauer: 20.066 |

| 25. April 2006 20.00 Uhr | Edmonton Oilers Jaroslav Špaček (4:17) Ryan Smyth (16:38) Raffi Torres (22:38) Jarret Stoll (88:44) | 4:3 n. V. (2:1, 1:0, 0:2, 0:0, 1:0) Spielbericht Stand: 2:1 | Detroit Red Wings Henrik Zetterberg (12:05) Henrik Zetterberg (51:52) Mathieu Schneider (52:10) | Rexall Place, Edmonton, Alberta Zuschauer: 16.839 |

| 27. April 2006 19.30 Uhr | Edmonton Oilers Fernando Pisani (7:22) Jaroslav Špaček (24:03) | 2:4 (1:2, 1:0, 0:2) Spielbericht Stand: 2:2 | Detroit Red Wings Tomas Holmström (13:25) Robert Lang (19:23) Nicklas Lidström (46:44) Henrik Zetterberg (55:53) | Rexall Place, Edmonton, Alberta Zuschauer: 16.839 |

| 29. April 2006 15.00 Uhr | Detroit Red Wings Brendan Shanahan (38:39) Henrik Zetterberg (59:38) | 2:3 (0:0, 1:3, 1:0) Spielbericht Stand: 2:3 | Edmonton Oilers Fernando Pisani (25:16) Ryan Smyth (28:34) Shawn Horcoff (32:36) | Joe Louis Arena, Detroit, Michigan Zuschauer: 20.066 |

| 1. Mai 2006 18.00 Uhr | Edmonton Oilers Fernando Pisani (42:56) Fernando Pisani (46:40) Aleš Hemský (56:07) Aleš Hemský (58:54) | 4:3 (0:1, 0:1, 4:1) Spielbericht Stand: 4:2 | Detroit Red Wings Henrik Zetterberg (14:36) Robert Lang (34:02) Johan Franzén (50:07) | Rexall Place, Edmonton, Alberta Zuschauer: 16.839 |

#### (2) Dallas Stars – (7) Colorado Avalanche
| 22. April 2006 14.00 Uhr (Ortszeit) | Dallas Stars Brenden Morrow (13:04) Bill Guerin (15:02) | 2:5 (2:1, 0:3, 0:1) Spielbericht Stand: 0:1 | Colorado Avalanche Milan Hejduk (16:42) Wojtek Wolski (25:24) Rob Blake (29:08) John-Michael Liles (31:12) Brett Clark (42:58) | American Airlines Center, Dallas, Texas Zuschauer: 18.532 |

| 24. April 2006 20.00 Uhr | Dallas Stars Jussi Jokinen (22:41) Jere Lehtinen (25:54) Jere Lehtinen (26:58) Mike Modano (39:57) | 4:5 n. V. (0:3, 4:0, 0:1, 0:1) Spielbericht Stand: 0:2 | Colorado Avalanche Rob Blake (7:06) Andrew Brunette (9:04) Milan Hejduk (12:23) Brett Clark (57:56) Joe Sakic (64:36) | American Airlines Center, Dallas, Texas Zuschauer: 18.532 |

| 26. April 2006 19.30 Uhr | Colorado Avalanche Joe Sakic (5:21) Alex Tanguay (18:53) Andrew Brunette (59:03) Alex Tanguay (61:09) | 4:3 n. V. (2:1, 0:2, 1:0, 1:0) Spielbericht Stand: 3:0 | Dallas Stars Stu Barnes (10:49) Jon Klemm (28:44) Sergei Subow (39:45) | Pepsi Center, Denver, Colorado Zuschauer: 18.007 |

| 28. April 2006 20.00 Uhr | Colorado Avalanche Brad Richardson (4:46) | 1:4 (1:1, 0:2, 0:1) Spielbericht Stand: 3:1 | Dallas Stars Jere Lehtinen (7:35) Niklas Hagman (23:50) Bill Guerin (38:41) Niklas Hagman (58:45) | Pepsi Center, Denver, Colorado Zuschauer: 18.007 |

| 30. April 2006 13.00 Uhr | Dallas Stars Jussi Jokinen (24:25) Bill Guerin (42:47) | 2:3 n. V. (0:0, 1:2, 1:0, 0:1) Spielbericht Stand: 1:4 | Colorado Avalanche Jim Dowd (33:03) Joe Sakic (39:58) Andrew Brunette (73:55) | American Airlines Center, Dallas, Texas Zuschauer: 18.532 |

#### (3) Calgary Flames – (6) Mighty Ducks of Anaheim
| 21. April 2006 20.00 Uhr (Ortszeit) | Calgary Flames Tony Amonte (26:17) Darren McCarty (69:45) | 2:1 n. V. (0:0, 1:0, 0:1, 1:0) Spielbericht Stand: 1:0 | Mighty Ducks of Anaheim Jeff Friesen (45:17) | Pengrowth Saddledome, Calgary, Alberta Zuschauer: 19.289 |

| 23. April 2006 19.00 Uhr | Calgary Flames Jarome Iginla (29:09) Kristian Huselius (31:53) Dion Phaneuf (55:31) | 3:4 (0:2, 2:1, 1:1) Spielbericht Stand: 1:1 | Mighty Ducks of Anaheim Chris Kunitz (9:37) Scott Niedermayer (13:20) Joffrey Lupul (25:10) Samuel Påhlsson (47:55) | Pengrowth Saddledome, Calgary, Alberta Zuschauer: 19.289 |

| 25. April 2006 19.00 Uhr | Mighty Ducks of Anaheim François Beauchemin (17:26) François Beauchemin (28:16) | 2:5 (1:1, 1:2, 0:2) Spielbericht Stand: 1:2 | Calgary Flames Daymond Langkow (14:01) Kristian Huselius (21:25) Chuck Kobasew (35:34) Darren McCarty (44:59) Robyn Regehr (45:33) | Arrowhead Pond of Anaheim, Anaheim, Kalifornien Zuschauer: 17.174 |

| 27. April 2006 19.00 Uhr | Mighty Ducks of Anaheim Ryan Getzlaf (23:47) Teemu Selänne (27:13) Sean O’Donnell (61:36) | 3:2 n. V. (0:0, 2:0, 0:2, 1:0) Spielbericht Stand: 2:2 | Calgary Flames Jarome Iginla (40:11) Jarome Iginla (43:27) | Arrowhead Pond of Anaheim, Anaheim, Kalifornien Zuschauer: 17.174 |

| 29. April 2006 20.00 Uhr | Calgary Flames Tony Amonte (5:49) Jarome Iginla (16:18) Jarome Iginla (21:03) | 3:2 (2:0, 1:0, 0:2) Spielbericht Stand: 3:2 | Mighty Ducks of Anaheim Andy McDonald (48:19) Rob Niedermayer (59:27) | Pengrowth Saddledome, Calgary, Alberta Zuschauer: 19.289 |

| 1. Mai 2006 19.00 Uhr | Mighty Ducks of Anaheim Teemu Selänne (27:49) Scott Niedermayer (54:23) | 2:1 (0:1, 1:0, 1:0) Spielbericht Stand: 3:3 | Calgary Flames Stéphane Yelle (10:18) | Arrowhead Pond of Anaheim, Anaheim, Kalifornien Zuschauer: 16.594 |

| 3. Mai 2006 19.00 Uhr | Calgary Flames | 0:3 (0:0, 0:2, 0:1) Spielbericht Stand: 3:4 | Mighty Ducks of Anaheim Teemu Selänne (25:12) Ruslan Salej (39:01) Jeff Friesen (59:40) | Pengrowth Saddledome, Calgary, Alberta Zuschauer: 19.289 |

#### (4) Nashville Predators – (5) San Jose Sharks
| 21. April 2006 19.00 Uhr (Ortszeit) | Nashville Predators Mike Sillinger (8:57) Martin Erat (10:56) Shea Weber (19:56) Adam Hall (52:06) | 4:3 (3:1, 0:1, 1:1) Spielbericht Stand: 1:0 | San Jose Sharks Mark Smith (4:12) Nils Ekman (28:50) Scott Thornton (50:31) | Gaylord Entertainment Center, Nashville, Tennessee Zuschauer: 17.113 |

| 23. April 2006 12.00 Uhr | Nashville Predators | 0:3 (0:3, 0:0, 0:0) Spielbericht Stand: 1:1 | San Jose Sharks Jonathan Cheechoo (5:37) Patrick Marleau (16:31) Mark Smith (17:31) | Gaylord Entertainment Center, Nashville, Tennessee Zuschauer: 16.707 |

| 25. April 2006 19.30 Uhr | San Jose Sharks Patrick Marleau (32:10) Steve Bernier (38:48) Jonathan Cheechoo (55:38) Patrick Marleau (56:45) | 4:1 (0:1, 2:0, 2:0) Spielbericht Stand: 2:1 | Nashville Predators Kimmo Timonen (6:33) | HP Pavilion at San Jose, San José, Kalifornien Zuschauer: 17.496 |

| 27. April 2006 19.30 Uhr | San Jose Sharks Patrick Rissmiller (7:03) Patrick Marleau (27:01) Patrick Marleau (31:30) Mark Smith (32:56) Patrick Marleau (44:13) | 5:4 (1:1, 3:1, 1:2) Spielbericht Stand: 3:1 | Nashville Predators Paul Kariya (8:55) Shea Weber (25:45) Mike Sillinger (50:47) Scott Hartnell (55:38) | HP Pavilion at San Jose, San José, Kalifornien Zuschauer: 17.496 |

| 30. April 2006 19.30 Uhr | Nashville Predators Paul Kariya (51:06) | 1:2 (0:1, 0:1, 1:0) Spielbericht Stand: 1:4 | San Jose Sharks Milan Michálek (19:59) Patrick Marleau (33:24) | Gaylord Entertainment Center, Nashville, Tennessee Zuschauer: 16.061 |

## Conference-Halbfinale

### Eastern Conference

#### (1) Ottawa Senators – (4) Buffalo Sabres
| 5. Mai 2006 19.00 Uhr (Ortszeit) | Ottawa Senators Jason Spezza (3:05) Bryan Smolinski (3:20) Martin Havlát (21:47) Dany Heatley (24:15) Mike Fisher (40:16) Bryan Smolinski (58:47) | 6:7 n. V. (2:2, 2:2, 2:2, 0:1) Spielbericht Stand: 0:1 | Buffalo Sabres Mike Grier (0:35) Teppo Numminen (6:56) Tim Connolly (23:29) Derek Roy (39:30) Derek Roy (58:23) Tim Connolly (59:49) Chris Drury (60:18) | Scotiabank Place, Ottawa, Ontario Zuschauer: 19.544 |

| 8. Mai 2006 19.00 Uhr | Ottawa Senators Chris Phillips (27:40) | 1:2 (0:0, 1:2, 0:0) Spielbericht Stand: 0:2 | Buffalo Sabres Jean-Pierre Dumont (23:33) Jochen Hecht (26:00) | Scotiabank Place, Ottawa, Ontario Zuschauer: 19.816 |

| 10. Mai 2006 19.00 Uhr | Buffalo Sabres Chris Drury (9:24) Maxim Afinogenow (50:15) Jean-Pierre Dumont (65:05) | 3:2 n. V. (1:0, 0:0, 1:2, 1:0) Spielbericht Stand: 3:0 | Ottawa Senators Jason Spezza (45:47) Jason Spezza (58:30) | HSBC Arena, Buffalo, New York Zuschauer: 18.690 |

| 11. Mai 2006 19.00 Uhr | Buffalo Sabres Daniel Brière (36:18) | 1:2 (0:1, 1:0, 0:1) Spielbericht Stand: 3:1 | Ottawa Senators Brian Pothier (4:56) Wade Redden (42:52) | HSBC Arena, Buffalo, New York Zuschauer: 18.690 |

| 13. Mai 2006 19.00 Uhr | Ottawa Senators Daniel Alfredsson (10:26) Brian Pothier (33:59) | 2:3 n. V. (1:1, 1:1, 0:0, 0:1) Spielbericht Stand: 1:4 | Buffalo Sabres Henrik Tallinder (0:33) Chris Drury (27:56) Jason Pominville (62:26) | Scotiabank Place, Ottawa, Ontario Zuschauer: 20.024 |

#### (2) Carolina Hurricanes – (3) New Jersey Devils
| 6. Mai 2006 14.00 Uhr (Ortszeit) | Carolina Hurricanes Ray Whitney (11:37) Ray Whitney (22:58) Eric Staal (37:32) Cory Stillman (38:06) Doug Weight (52:07) Rod Brind’Amour (53:07) | 6:0 (1:0, 3:0, 2:0) Spielbericht Stand: 1:0 | New Jersey Devils | RBC Center, Raleigh, North Carolina Zuschauer: 18.730 |

| 8. Mai 2006 19.30 Uhr | Carolina Hurricanes Mark Recchi (38:18) Eric Staal (59:57) Niclas Wallin (63:09) | 3:2 n. V. (0:1, 1:0, 1:1, 1:0) Spielbericht Stand: 2:0 | New Jersey Devils Jamie Langenbrunner (6:20) Scott Gomez (59:39) | RBC Center, Raleigh, North Carolina Zuschauer: 18.730 |

| 10. Mai 2006 19.00 Uhr | New Jersey Devils Sergei Brylin (2:57) Patrik Eliáš (28:45) | 2:3 (1:2, 1:0, 0:1) Spielbericht Stand: 0:3 | Carolina Hurricanes Matt Cullen (8:16) Justin Williams (10:07) Rod Brind’Amour (38:59) | Continental Airlines Arena, East Rutherford, New Jersey Zuschauer: 16.862 |

| 13. Mai 2006 15.00 Uhr | New Jersey Devils Scott Gomez (1:58) Jay Pandolfo (11:02) Scott Gomez (19:00) Sergei Brylin (20:44) John Madden (24:23) | 5:1 (3:0, 2:1, 0:0) Spielbericht Stand: 1:3 | Carolina Hurricanes Mark Recchi (31:04) | Continental Airlines Arena, East Rutherford, New Jersey Zuschauer: 17.585 |

| 14. Mai 2006 19.00 Uhr | Carolina Hurricanes František Kaberle (8:39) Cory Stillman (34:20) Ray Whitney (47:22) Eric Staal (58:32) | 4:1 (1:1, 1:0, 2:0) Spielbericht Stand: 4:1 | New Jersey Devils Brian Gionta (0:57) | RBC Center, Raleigh, North Carolina Zuschauer: 18.730 |

### Western Conference

#### (5) San Jose Sharks – (8) Edmonton Oilers
| 7. Mai 2006 17.00 Uhr (Ortszeit) | San Jose Sharks Patrick Marleau (7:42) Christian Ehrhoff (23:14) | 2:1 (1:1, 1:0, 0:0) Spielbericht Stand: 1:0 | Edmonton Oilers Jaroslav Špaček (2:33) | HP Pavilion at San Jose, San José, Kalifornien Zuschauer: 17.496 |

| 8. Mai 2006 19.30 Uhr | San Jose Sharks Tom Preissing (4:26) Joe Thornton (37:29) | 2:1 (1:0, 1:1, 0:0) Spielbericht Stand: 2:0 | Edmonton Oilers Sergei Samsonow (35:23) | HP Pavilion at San Jose, San José, Kalifornien Zuschauer: 17.496 |

| 10. Mai 2006 20.00 Uhr | Edmonton Oilers Marc-André Bergeron (10:04) Raffi Torres (53:13) Shawn Horcoff (102:24) | 3:2 n. V. (1:0, 0:2, 1:0, 0:0, 0:0, 1:0) Spielbericht Stand: 1:2 | San Jose Sharks Patrick Marleau (21:19) Patrick Rissmiller (29:30) | Rexall Place, Edmonton, Alberta Zuschauer: 16.839 |

| 12. Mai 2006 18.00 Uhr | Edmonton Oilers Shawn Horcoff (12:55) Michael Peca (32:28) Sergei Samsonow (35:35) Jason Smith (42:57) Aleš Hemský (48:19) Jarret Stoll (54:00) | 6:3 (1:2, 2:1, 3:0) Spielbericht Stand: 2:2 | San Jose Sharks Joe Thornton (3:47) Nils Ekman (6:40) Jonathan Cheechoo (29:02) | Rexall Place, Edmonton, Alberta Zuschauer: 16.839 |

| 14. Mai 2006 19.00 Uhr | San Jose Sharks Scott Thornton (24:30) Christian Ehrhoff (40:44) Jonathan Cheechoo (42:30) | 3:6 (0:1, 1:1, 2:4) Spielbericht Stand: 2:0 | Edmonton Oilers Fernando Pisani (8:29) Ryan Smyth (26:31) Shawn Horcoff (40:12) Fernando Pisani (44:03) Jarret Stoll (53:40) Ryan Smyth (56:11) | HP Pavilion at San Jose, San José, Kalifornien Zuschauer: 17.496 |

| 17. Mai 2006 18.00 Uhr | Edmonton Oilers Michael Peca (8:21) Shawn Horcoff (51:37) | 2:0 (1:0, 0:0, 1:0) Spielbericht Stand: 4:2 | San Jose Sharks | Rexall Place, Edmonton, Alberta Zuschauer: 16.839 |

#### (6) Mighty Ducks of Anaheim – (7) Colorado Avalanche
| 5. Mai 2006 19.00 Uhr (Ortszeit) | Mighty Ducks of Anaheim Samuel Påhlsson (22:38) Chris Kunitz (30:24) Teemu Selänne (39:05) Joffrey Lupul (39:54) Travis Moen (51:07) | 5:0 (0:0, 4:0, 1:0) Spielbericht Stand: 1:0 | Colorado Avalanche | Arrowhead Pond of Anaheim, Anaheim, Kalifornien Zuschauer: 17.174 |

| 7. Mai 2006 12.00 Uhr | Mighty Ducks of Anaheim Ryan Getzlaf (18:17) Ruslan Salej (24:41) Joffrey Lupul (32:24) | 3:0 (1:0, 2:0, 0:0) Spielbericht Stand: 2:0 | Colorado Avalanche | Arrowhead Pond of Anaheim, Anaheim, Kalifornien Zuschauer: 17.294 |

| 9. Mai 2006 18.00 Uhr | Colorado Avalanche Dan Hinote (19:33) Jim Dowd (44:47) Rob Blake (53:35) | 3:4 n. V. (1:0, 0:1, 2:2, 0:1) Spielbericht Stand: 0:3 | Mighty Ducks of Anaheim Joffrey Lupul (29:02) Joffrey Lupul (48:54) Joffrey Lupul (50:40) Joffrey Lupul (76:30) | Pepsi Center, Denver, Colorado Zuschauer: 18.007 |

| 11. Mai 2006 20.00 Uhr | Colorado Avalanche Joe Sakic (2:17) | 1:4 (1:1, 0:1, 0:2) Spielbericht Stand: 0:4 | Mighty Ducks of Anaheim Todd Marchant (16:52) Teemu Selänne (22:22) Dustin Penner (46:07) Todd Marchant (58:21) | Pepsi Center, Denver, Colorado Zuschauer: 18.007 |

## Conference-Finale

### Eastern Conference

#### (2) Carolina Hurricanes – (4) Buffalo Sabres
| 20. Mai 2006 14.00 Uhr (Ortszeit) | Carolina Hurricanes Rod Brind’Amour (12:11) Mike Commodore (57:07) | 2:3 (1:1, 0:1, 1:1) Spielbericht Stand: 0:1 | Buffalo Sabres Henrik Tallinder (2:56) Daniel Brière (29:41) Jay McKee (53:40) | RBC Center, Raleigh, North Carolina Zuschauer: 18.730 |

| 22. Mai 2006 19.30 Uhr | Carolina Hurricanes František Kaberle (10:05) Ray Whitney (26:03) Ray Whitney (32:58) Justin Williams (46:58) | 4:3 (1:1, 2:0, 1:2) Spielbericht Stand: 1:1 | Buffalo Sabres Thomas Vanek (19:12) Chris Drury (51:39) Derek Roy (59:57) | RBC Center, Raleigh, North Carolina Zuschauer: 18.730 |

| 24. Mai 2006 19.30 Uhr | Buffalo Sabres Chris Drury (19:30) Daniel Brière (21:02) Daniel Brière (28:28) Aleš Kotalík (32:55) | 4:3 (1:1, 3:1, 0:1) Spielbericht Stand: 2:1 | Carolina Hurricanes Cory Stillman (14:07) Cory Stillman (38:18) Eric Staal (55:52) | HSBC Arena, Buffalo, New York Zuschauer: 18.690 |

| 26. Mai 2006 19.30 Uhr | Buffalo Sabres | 0:4 (0:2, 0:1, 0:1) Spielbericht Stand: 2:2 | Carolina Hurricanes Mark Recchi (6:54) Eric Staal (9:53) Andrew Ladd (22:10) Bret Hedican (56:03) | HSBC Arena, Buffalo, New York Zuschauer: 18.690 |

| 28. Mai 2006 19.30 Uhr | Carolina Hurricanes Justin Williams (7:25) Mark Recchi (25:21) Rod Brind’Amour (30:04) Cory Stillman (68:46) | 4:3 n. V. (1:2, 2:1, 0:0, 1:0) Spielbericht Stand: 3:2 | Buffalo Sabres Chris Drury (7:08) Derek Roy (17:32) Toni Lydman (21:55) | RBC Center, Raleigh, North Carolina Zuschauer: 18.730 |

| 30. Mai 2006 19.30 Uhr | Buffalo Sabres Jean-Pierre Dumont (4:56) Daniel Brière (64:22) | 2:1 n. V. (1:0, 0:0, 0:1, 1:0) Spielbericht Stand: 3:3 | Carolina Hurricanes Bret Hedican (56:07) | HSBC Arena, Buffalo, New York Zuschauer: 18.690 |

| 1. Juni 2006 19.30 Uhr | Carolina Hurricanes Mike Commodore (12:05) Doug Weight (41:34) Rod Brind’Amour (51:22) Justin Williams (59:08) | 4:2 (1:0, 0:2, 3:0) Spielbericht Stand: 4:3 | Buffalo Sabres Doug Janik (35:50) Jochen Hecht (39:55) | RBC Center, Raleigh, North Carolina Zuschauer: 18.730 |

### Western Conference

#### (6) Mighty Ducks of Anaheim – (8) Edmonton Oilers
| 19. Mai 2006 18.00 Uhr (Ortszeit) | Mighty Ducks of Anaheim Andy McDonald (19:03) | 1:3 (1:1, 0:1, 0:1) Spielbericht Stand: 0:1 | Edmonton Oilers Michael Peca (18:35) Aleš Hemský (31:35) Todd Harvey (59:18) | Arrowhead Pond of Anaheim, Anaheim, Kalifornien Zuschauer: 17.174 |

| 21. Mai 2006 18.00 Uhr | Mighty Ducks of Anaheim Jeff Friesen (26:12) | 1:3 (0:1, 1:1, 0:1) Spielbericht Stand: 0:2 | Edmonton Oilers Chris Pronger (13:08) Fernando Pisani (37:09) Michael Peca (59:42) | Arrowhead Pond of Anaheim, Anaheim, Kalifornien Zuschauer: 17.264 |

| 23. Mai 2006 18.00 Uhr | Edmonton Oilers Toby Petersen (13:47) Michael Peca (42:19) Steve Staios (43:35) Chris Pronger (44:40) Fernando Pisani (54:14) | 5:4 (1:0, 0:0, 4:4) Spielbericht Stand: 3:0 | Mighty Ducks of Anaheim Sean O’Donnell (47:15) Teemu Selänne (49:13) Chris Kunitz (51:15) Todd Marchant (58:15) | Rexall Place, Edmonton, Alberta Zuschauer: 16.839 |

| 25. Mai 2006 18.00 Uhr | Edmonton Oilers Marc-André Bergeron (23:30) Ryan Smyth (27:46) Georges Laraque (30:01) | 3:6 (0:3, 3:2, 0:1) Spielbericht Stand: 3:1 | Mighty Ducks of Anaheim Dustin Penner (7:28) Dustin Penner (15:11) Ryan Getzlaf (19:18) Ruslan Salej (25:42) Joffrey Lupul (38:22) Joffrey Lupul (58:50) | Rexall Place, Edmonton, Alberta Zuschauer: 16.839 |

| 27. Mai 2006 18.00 Uhr | Mighty Ducks of Anaheim François Beauchemin (7:30) | 1:2 (1:0, 0:2, 0:0) Spielbericht Stand: 1:4 | Edmonton Oilers Ethan Moreau (23:42) Raffi Torres (28:31) | Arrowhead Pond of Anaheim, Anaheim, Kalifornien Zuschauer: 17.174 |

## Stanley-Cup-Finale

### (E2) Carolina Hurricanes – (W8) Edmonton Oilers
| 5. Juni 2006 20.00 Uhr (Ortszeit) | Carolina Hurricanes Rod Brind’Amour (37:17) Ray Whitney (41:40) Ray Whitney (45:09) Justin Williams (50:02) Rod Brind’Amour (59:28) | 5:4 (0:1, 1:2, 4:1) Spielbericht Stand: 1:0 | Edmonton Oilers Fernando Pisani (8:18) Chris Pronger (30:36) Ethan Moreau (36:23) Aleš Hemský (53:31) | RBC Center, Raleigh, North Carolina Zuschauer: 18.797 |

| 7. Juni 2006 20.00 Uhr | Carolina Hurricanes Andrew Ladd (6:21) František Kaberle (30:28) Cory Stillman (39:57) Doug Weight (42:21) Mark Recchi (44:12) | 5:0 (1:0, 2:0, 2:0) Spielbericht Stand: 2:0 | Edmonton Oilers | RBC Center, Raleigh, North Carolina Zuschauer: 18.928 |

| 10. Juni 2006 18.00 Uhr | Edmonton Oilers Shawn Horcoff (2:31) Ryan Smyth (57:45) | 2:1 (1:0, 0:0, 1:1) Spielbericht Stand: 1:2 | Carolina Hurricanes Rod Brind’Amour (49:09) | Rexall Place, Edmonton, Alberta Zuschauer: 16.839 |

| 12. Juni 2006 18.00 Uhr | Edmonton Oilers Sergei Samsonow (8:40) | 1:2 (1:1, 0:1, 0:0) Spielbericht Stand: 1:3 | Carolina Hurricanes Cory Stillman (9:09) Mark Recchi (35:56) | Rexall Place, Edmonton, Alberta Zuschauer: 16.839 |

| 14. Juni 2006 20.00 Uhr | Carolina Hurricanes Eric Staal (5:54) Ray Whitney (10:16) Eric Staal (29:56) | 3:4 n. V. (2:3, 1:0, 0:0, 0:1) Spielbericht Stand: 3:2 | Edmonton Oilers Fernando Pisani (0:16) Aleš Hemský (13:25) Michael Peca (19:42) Fernando Pisani (63:31) | RBC Center, Raleigh, North Carolina Zuschauer: 18.974 |

| 17. Juni 2006 18.00 Uhr | Edmonton Oilers Fernando Pisani (21:45) Raffi Torres (29:54) Ryan Smyth (43:04) Shawn Horcoff (53:05) | 4:0 (0:0, 2:0, 2:0) Spielbericht Stand: 3:3 | Carolina Hurricanes | Rexall Place, Edmonton, Alberta Zuschauer: 16.839 |

| 19. Juni 2006 20.00 Uhr | Carolina Hurricanes Aaron Ward (1:26) František Kaberle (24:18) Justin Williams (58:59) | 3:1 (1:0, 1:0, 1:1) Spielbericht Stand: 4:3 | Edmonton Oilers Fernando Pisani (41:03) | RBC Center, Raleigh, North Carolina Zuschauer: 18.978 |

### Stanley-Cup-Sieger
Der Stanley-Cup-Sieger Carolina Hurricanes ließ traditionell insgesamt 52 Personen, davon 25 Spieler sowie einige Funktionäre, darunter der Trainerstab und das Management, auf den Sockel der Trophäe eingravieren. Unter diesen war als Scout Claude Larose, der den Stanley Cup als Spieler bereits fünfmal gewinnen konnte. Für die Spieler gilt dabei, dass sie entweder 41 Partien für die Mannschaft in der regulären Saison bestritten haben sollten oder eine Partie in der Finalserie. Dabei gibt es aber auch immer wieder Ausnahmeregelungen.
Die 25 Spieler Carolinas setzen sich aus zwei Torhütern, neun Verteidigern und 14 Angreifern zusammen, darunter sechs Europäer. Mark Recchi hatte den Cup 15 Jahre zuvor mit den Pittsburgh Penguins schon einmal gewonnen. Beim Gravieren war ein Fehler unterlaufen, so hatte man Eric Staal versehentlich „Staaal“ geschrieben. Der Fehler wurde nachträglich berichtigt.
| Stanley-Cup-Sieger Carolina Hurricanes | Torhüter: Martin Gerber, Cam Ward Verteidiger: Anton Babtschuk, Mike Commodore, Bret Hedican, Andrew Hutchinson, František Kaberle, Oleg Twerdowski, Niclas Wallin, Aaron Ward, Glen Wesley Angreifer: Craig Adams, Kevyn Adams, Rod Brind’Amour (C), Erik Cole, Matt Cullen, Andrew Ladd, Chad LaRose, Mark Recchi, Eric Staal, Cory Stillman, Josef Vašíček, Doug Weight, Ray Whitney, Justin Williams Cheftrainer: Peter Laviolette General Manager: Jim Rutherford |

## Beste Scorer
Abkürzungen: GP = Spiele, G = Tore, A = Assists, Pts = Punkte, +/− = Plus/Minus, PIM = Strafminuten; Fett: Bestwert
| Spieler         | Team     | GP | G  | A  | Pts | +/− | PIM |
| --------------- | -------- | -- | -- | -- | --- | --- | --- |
| Eric Staal      | Carolina | 25 | 9  | 19 | 28  | ±0  | 8   |
| Cory Stillman   | Carolina | 25 | 9  | 17 | 26  | +12 | 14  |
| Chris Pronger   | Edmonton | 24 | 5  | 16 | 21  | +10 | 26  |
| Daniel Brière   | Buffalo  | 18 | 8  | 11 | 19  | ±0  | 12  |
| Shawn Horcoff   | Edmonton | 24 | 7  | 12 | 19  | +4  | 12  |
| Fernando Pisani | Edmonton | 24 | 14 | 4  | 18  | +4  | 10  |
| Rod Brind’Amour | Carolina | 25 | 12 | 6  | 18  | +9  | 16  |
| Chris Drury     | Buffalo  | 18 | 9  | 9  | 18  | +5  | 10  |
| Justin Williams | Carolina | 25 | 7  | 11 | 18  | +12 | 34  |
| Matt Cullen     | Carolina | 25 | 4  | 14 | 18  | +2  | 12  |

Den Bestwert in der Plus/Minus-Wertung erreichten Henrik Tallinder, Toni Lydman (beide Buffalo) und Todd Marchant (Anaheim) mit +14.

## Beste Torhüter
Die kombinierte Tabelle zeigt die jeweils drei besten Torhüter in den Kategorien Gegentorschnitt und Fangquote sowie die jeweils Führenden in den Kategorien Shutouts und Siege.
Abkürzungen: GP = Spiele, Min = Eiszeit (in Minuten), W = Siege, L = Niederlagen, GA = Gegentore, SO = Shutouts, Sv% = gehaltene Schüsse (in %), GAA = Gegentorschnitt; Fett: Bestwert; Sortiert nach Gegentorschnitt.
Erfasst werden nur Torhüter mit 180 absolvierten Spielminuten.
| Spieler         | Team     | GP | Min     | W  | L | GA | SO | Sv%  | GAA  |
| --------------- | -------- | -- | ------- | -- | - | -- | -- | ---- | ---- |
| Ilja Brysgalow  | Anaheim  | 11 | 658:59  | 6  | 4 | 16 | 3  | 94,4 | 1,46 |
| Cam Ward        | Carolina | 23 | 1319:53 | 15 | 8 | 47 | 2  | 92,0 | 2,14 |
| Jussi Markkanen | Edmonton | 6  | 360:23  | 3  | 3 | 13 | 1  | 90,5 | 2,16 |
| Cristobal Huet  | Montréal | 6  | 385:37  | 2  | 4 | 15 | 0  | 92,9 | 2,33 |
| Dwayne Roloson  | Edmonton | 18 | 532:59  | 12 | 5 | 45 | 1  | 92,7 | 2,33 |